# Злотя, Юрий Викторович
Юрий Викторович Злотя (р. 15 декабря 1958, Кишинёв) — российский художник и скульптор, Заслуженный художник РФ.

## Биография
Родился в старой части Кишинёва, где за окнами была мощённая булыжниками улица, по которой ходил ссыльный Александр Сергеевич Пушкин, где в 1905 году Ленин, будучи также в ссылке, подпольно издавал свою первую газету «Искра». В 50-ти метрах от дома находился музей Григория Котовского.
На другом конце улицы в окнах художественного училища можно было видеть мольберты, натюрморты, сидящих натурщиков. Увиденное завораживало пятилетнего ребёнка до дрожи, не понимающего причину своего состояния.
Отец Виктор Яковлевич Злотя был техническим человеком. Работая в научно-исследовательском институте и сделав массу рационализаторских предложений, называл себя слесарем, сожалея о том, что не доучился. Фамилия имеет польские корни. Польская деньга так и называется.
Мама Елена Игнатьевна работала медсестрой в системе МВД Молдавии. Она любила людей, и они отвечали взаимностью. Дед по материнской линии Борисов Игнатий был зажиточным крестьянином. Он владел землями и имуществом в Одесской области. Бабушка Ефросинья была умной и доброй женщиной. Она объясняла уже школьнику: «Серп и молот — смерть и голод, но никому не говори!». Мечтала, чтобы её внук обучался в лучшем ВУЗе страны.
Учился 2 года в художественной школе, а после 8-го класса поступил в Кишинёвское художественное училище им. Репина. Это оказалось очень яркой частью жизни. Мало чего понимая, студенты в будущем видели себя настоящими художниками.
Старания поддерживал педагог, художник Ю. А. Канашин, выпускник Строгановской школы, у него было и второе образование — философское.
В Ленинграде поступил в Высшее промышленное училище им. В. И. Мухиной на отделение монументально-декоративной пластики в мастерскую к профессору Рыбалко.
Атмосфера была крайне серьёзной — студенты были на пределе ответственности. Им говорили — самое главное в скульптуре, это не ошибиться в размере.
Окончив институт в 1985 году, стремился заняться военным делом. Профессор хотела оставить выпускника ассистентом в своей мастерской, но молодому художнику это было не интересно, и он распределился на Дальний Восток. Жил и работал в Хабаровске 2 года. Стал членом Союза художников СССР и в 1987 году поступил в аспирантуру Академии художеств России. Филиал Урала, Сибири и Дальнего Востока открылся в городе Красноярске. К этому времени освоил литейное производство и свои произведения отливал сам. Активно выставлялся в музеях по всей стране.
С Виктором Астафьевым (2000 г.)
Место рождения Василия Сурикова до сих пор является культурным средоточием. Там он узнал таких мастеров как Андрей Поздеев, Владимир Капелько. Они, казалось, хулиганили в искусстве, а кондовые реалисты над ними посмеивались. Теперь по прошествии лет первые являются примером строгости выбранного пути. В Красноярске довелось выиграть в конкурсах и поставить памятники В. Сурикову и А. Поздееву.
Покинул Сибирь в 1990 году. Перестройка, развал Союза вызвал в художественных галереях ажиотаж. Иностранцы скупали произведения современных художников, и это единственное вселяло надежду на жизнь. Активность Москвы была предельной и художники со всех уголков страны везли в частные галереи свои произведения. Как и все, выставлял и продавал свои работы. Переехал в Подмосковье, когда продал почти всю свою выставку. С 1991 года — деревенский житель. Недалеко от Клина построил мастерскую, дом.
В продолжении традиций Императорской академии художеств по присуждению наград «За особенное искусство и познание художеств» президиум Российской академии художеств ежегодно проводит конкурс среди художников, скульпторов, архитекторов, дизайнеров, искусствоведов. Лучшие  награждаются золотыми, серебряными медалями, дипломами.
В этом году в числе отмеченных золотыми медалями такие известные люди, как скульптор Зураб Церетели, художник Эдуард Братовский, художник-постановщик Эдуард Кочергин, график Юрий Копейко. Всего 27 награждённых, из которых подавляющее большинство представляют Москву и Санкт-Петербург.
Юрий Злотя живёт в Подмосковье, но в наградном списке обозначен как скульптор из Красноярска. Юрий Викторович — выпускник Красноярского художественного института. Здесь, на берегах Енисея, он состоялся как мастер, но ряд обстоятельств вынудил его искать иные места для жизни и творчества. Тем не менее, всем красноярцам без исключения, имя скульптора хорошо известно. Злотя создал памятники двум художникам, прославившим Красноярск, — Василию Сурикову и Андрею Поздееву.
У памятника Андрею Геннадьевичу Поздееву встречаются влюблённые. Бронзовая скульптура установлена на многолюдном месте.
На лучший проект памятника Василию Ивановичу Сурикову был объявлен открытый всероссийский конкурс. Победил проект Злоти. Скульптор говорил потом, что, работая над созданием образа Василия Ивановича, он постоянно помнил, что художник очень хотел после смерти жены вернуться на родину. Спорным вопросом было, где установить памятник. Предлагались площади, скверы. Но бессменная хранительница дома-усадьбы В. И. Сурикова Людмила Греченко настояла, чтобы Суриков вернулся домой, в родную усадьбу.

## Работы
Автор многих городских памятников.
- «Памятник Зои Космодемьянской» из бетона был установлен в Приморском Дальнереченске в 1986 году.
- Красноярск, Андрей Геннадьевич Поздеев (2000 г.), «Василий Суриков» (2002 г.).
- «Михаил Фёдорович Решетнёв» (2003 г.) в г. Железногорске.
- «Пётр Первый и Михаил Сердюков» (2006 г.) в г. Вышнем Волочке.
- «Памятник Екатерине II (Вышний Волочёк)» (2007 г.) в г. Вышнем Волочке.

К монументальным произведениям относится:
- Бюст Петра Первого, модель в натуральную величину, Вышний Волочёк (2007 г.)
- Мемориальная доска виртуозу-балалаечнику Василию Васильевичу Андрееву, Вышний Волочёк (2008 г.)
- Скульптурная композиция по проекту Андрея Ефимова, в соавторстве с Эдуардом Дробницким «Преемственность поколений» (2004 г.) в сквере у музея авиации в г. Красноярске. Посвящена 70-летию красноярской авиации. На скамейке сидит бронзовый авиатор-ветеран, а рядом с ним мальчишка в форменной фуражке с моделью самолёта в руках. В октябре 2009 года в одну из тёмных ночей скульптура исчезла в неизвестном направлении. В 2011 году появилась информация о том, что скульптура теперь находится в г. Москве.

### Проекты памятников

Памятник Мусе Джалилю в Москве

- «Дмитрий Иванович Менделеев» для города Клин, близ которого великий ученый прожил 40 лет.
- «Пётр Ильич Чайковский» для г. Клин (второе место на конкурсе)
- «Борис Пастернак»
- «Мы были вместе» на Поклонную гору (Москва)
- «Виктор Астафьев» для г. Красноярска
- «Слово-дело» для г. Норильска
- «Бродский» (2003)
- «Воинам — защитникам Родины в локальных военных конфликтах»
- «Памятник Мусе Джалилю» в Москве (2008 г.)

Работы Юрия Злоти имеют в своих экспозициях:
- Государственный музейно-выставочный центр «РосИзо»
- Хабаровский художественный музей
- Хабаровский Дом Пионеров
- Красноярский государственный художественный музей им. В.И. Сурикова
- Тульский художественный музей
- Музей Ермака г. Чусовой Пермского края
- Клинское музейное объединение
- Музей-усадьба П. И. Чайковского в г. Клину
- Музей-усадьба Д. И. Менделеева дер. Боблово Клинский район
- Вышневолоцкий краеведческий музей
- Сибирский аэрокосмический университет им. М. Ф. Решетнёва
- Институт биоорганической химии РАН г. Москва

Для Музея Федеральной таможенной службы (г. Люберцы) Ю. В. Злотя создал портретную галерею (2007 г.) выдающихся исторических личностей, образы Ярослава Мудрого, Ивана Грозного, царя Алексея Михайловича, Екатерины II, А. В. Суворова, Гавриила Державина, А. Н. Радищева, Михаила Кутузова, М. Б. Барклая-де-Толли, Петра Шувалова, Александра Невского, Петра I, С. Ю. Витте, Георгия Жукова, Юрия Гагарина.

## Персональные выставки
- Галерея «С-арт», г. Москва (1994)
- Городской художественный музей, г. Тула (1997)
- Дом офицеров, г. Тверь (1997)
- Дом культуры, г. Кострома (1997)
- Государственная Дума, г. Москва (2001)
- РАО ЕЭС России, г. Москва (2006)
- Городской краеведческий музей, г. Вышний Волочёк (2007)
- Федеральная таможенная служба РФ, г. Москва (2007)
- Выставочный зал г. Клина (2008)
- Выставочный зал «Путевой дворец», г. Солнечногорск (2009)
- Московский городской университет управления Правительства Москвы (2009)
- Муниципальная галерея в Пересветовом переулке, г. Москва (2009)
- Галерея «Дом Нащокина», г. Москва (2010)

Юрий Злотя — активный участник выставочного процесса с 1994 года. Помимо персональных экспозиций, его работы можно было увидеть ещё на 39 выставках в разных городах России.

## Награды
2003 г.
- Медаль «Достойному» Российской Академии художеств
- «Золотая медаль» Российской Академии художеств

2004 г.
- присвоено почётное звание «Заслуженный художник Российской Федерации»

2005 г.
- «Золотая медаль» общественной организации «Творческого союза художников России»

2008 год
- Медаль «За укрепление таможенного содружества» Федеральной таможенной службы России